# Staw (Papowo Biskupie)
Staw (deutsch Stab, Steben, 1942–45 Stäben) ist ein  Dorf der Landgemeinde Papowo Biskupie im Powiat Chełmiński in der Woiwodschaft Kujawien-Pommern, Polen.
In Staw besteht ein Palast aus dem Jahr 1773.